# Hail to the Chief

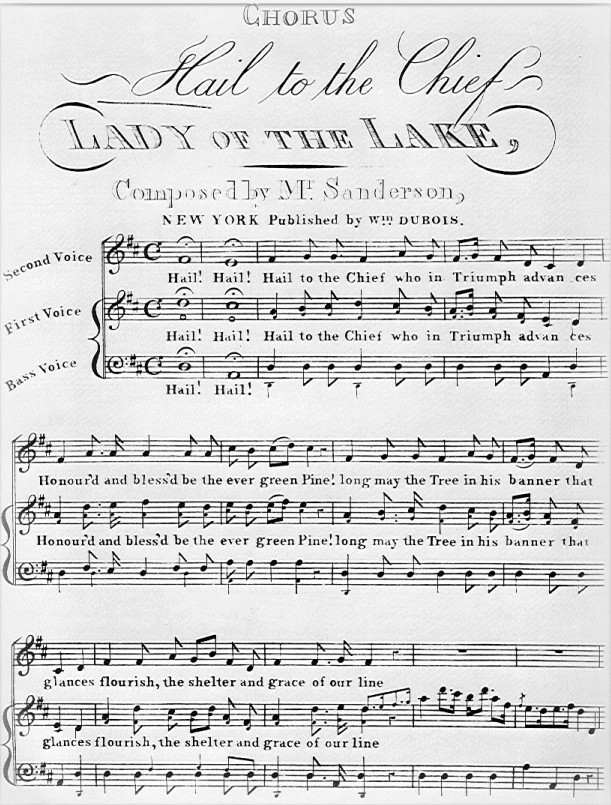
Bladmuziek van Hail to the Chief

Hail to the Chief is de presidentiële hymne van de Verenigde Staten van Amerika.
De hymne, eigenlijk meer een mars, wordt steevast ingezet als de president van de Verenigde Staten ergens zijn opwachting maakt. In 1954 werd het lied officieel de muzikale aankondiging van het verschijnen van de president. Het is een vorm van muzikaal eerbetoon. Het wordt – althans indien de president zelf aanwezig is – voorafgegaan door vier ruffles and flourishes.
De tekst van de hymne is als volgt:
Hail to the Chief we have chosen for the nation,
Hail to the Chief! We salute him, one and all.
Hail to the Chief, as we pledge cooperation
In proud fulfillment of a great, noble call.
Yours is the aim to make this grand country grander,
This you will do, that's our strong, firm belief.
Hail to the one we selected as commander,
Hail to the President! Hail to the Chief!
De tekst is een bewerking van Walter Scotts The Lady of the Lake. De muziek stamt uit ongeveer 1821 en is van de hand van James Sanderson. 
Voor de vicepresident van de Verenigde Staten wordt Hail, Columbia als muzikaal eerbetoon gespeeld.